# Клетное (Шеневской сельсовет)
Клетное (бел. Клятно́е) — деревня в Пружанском районе Брестской области Беларуси. В составе Шеневского сельсовета.

## География
Ближайшие населённые пункты Чахец, Шакуны и др.

## История
С 1904 года в Михайловской волости Пружанского уезда Гродненской губернии.

## Население

### Численность
- 2009 год — 40 жителей

### Динамика
- 1904 год — 2 жителей (фольварок Клетно)[2]
- 1999 год — 76 жителей (перепись населения)
- 2009 год — 40 жителей (перепись населения)[2]